# Skunder Boghossian

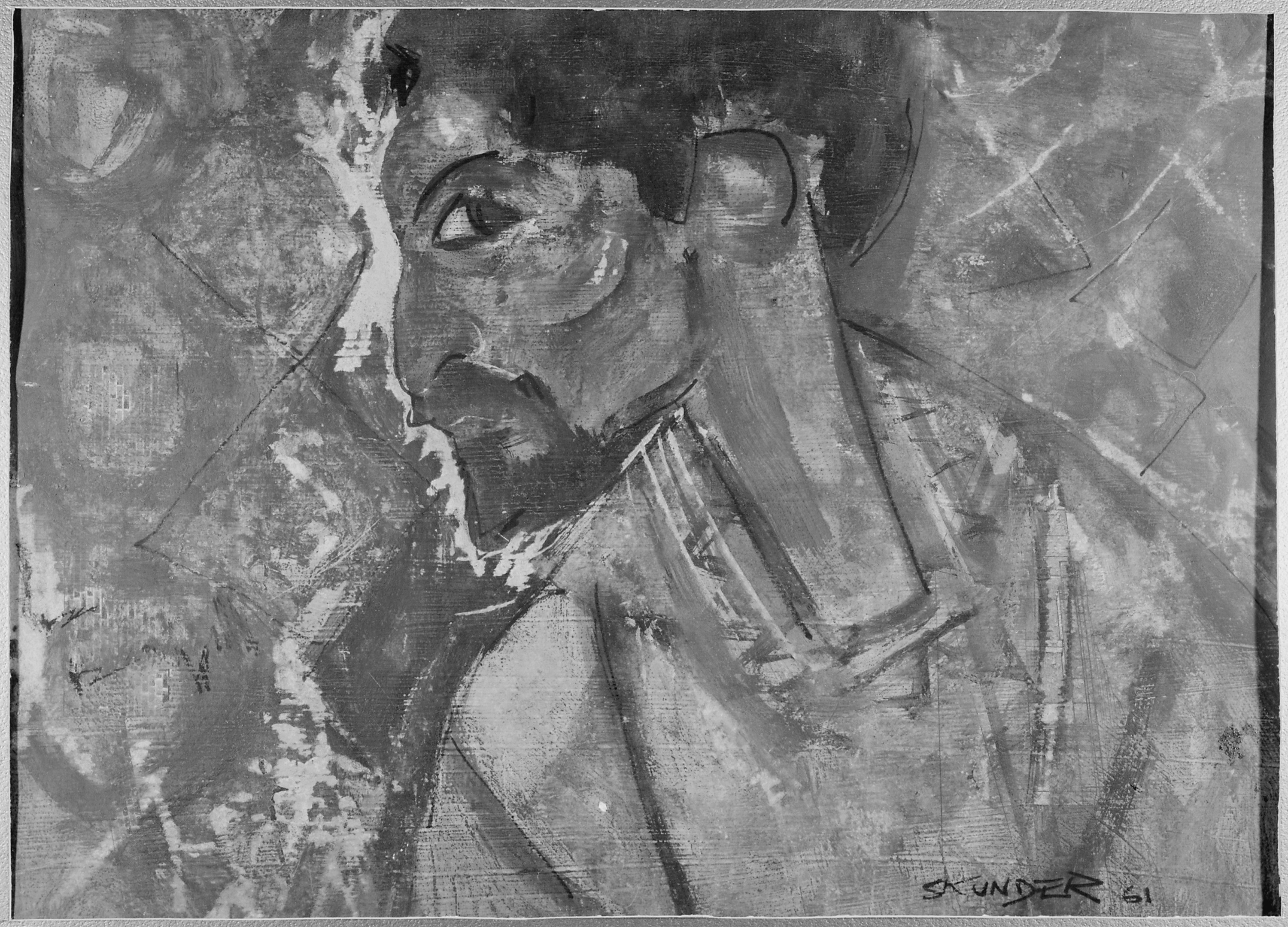
Autorretrato, 1961

Alexander Boghossian/ Skunder Boghossian (Adís Abeba, 22 de julio de 1937-Washington D. C., 4 de mayo de 2003) fue un pintor surrealista etíope.

## Biografía
De madre etíope y padre armenio, consiguió una beca de estudios con la que pudo viajar por Europa tras formarse en Etiopía. Estudió en la Slade School of Fine Art de Londres, la Escuela de Bellas Artes de París y la Académie de la Grande Chaumière.
De vuelta a Etiopía, trabajó como profesor y más tarde se instaló definitivamente en Estados Unidos (primero en Atlanta, luego en Washington) donde impartió clases en la Universidad Howard (1972-2001)